# Отець Браун
Отець Браун (англ. Father Brown) — літературний персонаж, герой детективних історій англійського письменника Ґ. К. Честертона. Католицький священник з непримітною зовнішністю, тонкий психолог, наділений гострим аналітичним розумом. Основою для створення персонажа став образ отця Джона о'Конора (1870—1952), бредфордського священника, який вплинув на те, що Честертон став католиком. Їхні стосунки о'Коннор описав у книжці «Отець Браун про Честертона» (1937).

## Образ
о. Браун — невисокий католицький священник (з Кобгола в Ессексі, та тепер працює в Лондоні), одягається в підрясник, носить окуляри, чорний крислатий капелюх та велику парасолю, і має надприродне чуття на людського зла. Уперше він з'являється в оповіданні «Валентин і дивні сліди» (англ. Valentin Follows a Curious Trail), опублікованому 23 червня 1910 року в американському тижневику «Saturday Evening Post». Згодом, в інших публікаціях, це оповідання з'являлося вже під назвою «Голубий хрест».
Честертон написав 51 оповідання про пригоди о. Брауна, вони вийшли п'ятьма збірками. Крім цього, о. Браун став героєм оповідання «Донінґтонська справа» (англ. The Donnington Affair) сера Макса Пембертона, який написав першу частину історії (вийшла друком у маловідомому журналі «The Premier») та запропонував письменникам, які працювали в детективному жанрі, у тому числі й Честертону, спробувати розгадати таємницю описаного вбивства. Версія розгадки Честертона і о. Брауна з'явилася в листопадовому числі журналу. Вдруге її було опубліковано в «Честертонському огляді» (зима 1981, С.1-35) та в книжці «Тринадцять детективів».

## Українські видання
Українською історії про пригоди отця Брауна видало «Свічадо»:
- Ґільберт К.Честертон «Хрест із сапфірами» (2009);
- Ґільберт К.Честертон «Таємниці аристрократів» (2010);
- Ґільберт К.Честертон «Небесна стріла» (2010);
- Ґільберт К.Честертон «Дзеркало судді» (2012).

Українською історії про пригоди отця Брауна видало «Знання»:
- Ґільберт К.Честертон «Смиренність отця Брауна» (2015).

## Список творів (збірки оповідань)
| 1. Смиренність отця Брауна (англ. The Innocence of Father Brown, 1911) 1. The Blue Cross, The Story-Teller, September 1910; first published as Valentin Follows a Curious Trail, The Saturday Evening Post, 23 липня 1910 2. The Secret Garden, The Story-Teller, October 1910. 3. The Queer Feet, The Story-Teller, November 1910. 4. The Flying Stars, The Saturday Evening Post, 20 травня 1911. 5. The Invisible Man, The Saturday Evening Post, 28 січня 1911. 6. The Honour of Israel Gow (as The Strange Justice, The Saturday Evening Post, 25 березня 1911. 7. The Wrong Shape, The Saturday Evening Post, 10 грудня 1910. 8. The Sins of Prince Saradine, The Saturday Evening Post, 22 квітня 1911. 9. The Hammer of God (as The Bolt from the Blue, The Saturday Evening Post, 5 листопада 1910. 10. The Eye of Apollo, The Saturday Evening Post, 25 лютого 1911. 11. The Sign of the Broken Sword, The Saturday Evening Post, 7 січня 1911. 12. The Three Tools of Death, The Saturday Evening Post, 24 червня 1911. 2. Мудрість отця Брауна (англ. The Wisdom of Father Brown, 1914) 1. The Absence of Mr Glass. 2. The Paradise of Thieves. 3. The Duel of Dr Hirsch. 4. The Man in the Passage. 5. The Mistake of the Machine. 6. The Head of Caesar. 7. The Purple Wig. 8. The Perishing of the Pendragons. 9. The God of the Gongs. 10. The Salad of Colonel Cray. 11. The Strange Crime of John Boulnois. 12. The Fairy Tale of Father Brown. | 3. Недовіра отця Брауна (англ. The Incredulity of Father Brown, 1926) 1. The Resurrection of Father Brown. 2. The Arrow of Heaven. 3. The Oracle of the Dog. 4. The Miracle of Moon Crescent. 5. The Curse of the Golden Cross. 6. The Dagger with Wings. 7. The Doom of the Darnaways. 8. The Ghost of Gideon Wise. 4. Таємниця отця Брауна (англ. The Secret of Father Brown, 1927): (framing story) The Secret of Father Brown 1. The Mirror of the Magistrate 2. The Man With Two Beards 3. The Song of the Flying Fish 4. The Actor and the Alibi 5. The Vanishing of Vaudrey 6. The Worst Crime in the World 7. The Red Moon of Meru 8. The Chief Mourner of Marne: (framing story) The Secret of Flambeau 5. Ганьба отця Брауна (англ. The Scandal of Father Brown, 1935) 1. The Scandal of Father Brown 2. The Quick One 3. The Blast of the Book 4. The Green Man 5. The Pursuit of Mr Blue 6. The Crime of the Communist 7. The Point of a Pin 8. The Insoluble Problem - The Donnington Affair (1914, поза збірками); - The Vampire of the Village (Strand Magazine, August 1936); included in later editions of «The Scandal of Father Brown»; - The Mask of Midas (1936); |

- «Збірка про Отця Брауна» перевидає п'ять колекцій, але не зібрані історії;
- «Зібрані твори Г. К. Честертона», включає в себе всі історії, враховуючи три, не включені до п'яти колекцій, опублікованих протягом життя Честертона.

## Екранізації
- З 2013 року телеканалом BBC One виробляється і транслюється серіал «Отець Браун».